# Slag bij Columbia
De Slag bij Columbia vond plaats tussen 24 november en 29 november 1864 in Maury County, Tennessee tijdens de Amerikaanse Burgeroorlog. Een Noordelijke strijdmacht onder leiding van generaal-majoor John M. Schofield bouwde na een schermutseling met de Zuidelijke cavalerie een defensieve linie uit ten zuiden van Columbia, Tennessee. Hiermee probeerde Schofield de opmars van het Zuidelijke Army of Tennessee onder leiding van luitenant-generaal John Bell Hood bij Columbia tegen te houden. Na enkele gevechten trok Schofield zich toch terug over de Duck rivier. Hood bezette Columbia en probeerde daarna het Noordelijke leger bij Spring Hill te verslaan.

## Achtergrond
Na zijn nederlaag bij Atlanta hoopte Hood generaal-majoor William Tecumseh Sherman tot een beslissende slag te dwingen door zijn aanvoerlijnen aan te vallen tussen Chattanooga en Atlanta. Sherman volgde Hood voor een korte periode tot hij het groen licht kreeg om op te rukken naar Savannah. Hij liet het Army of the Cumberland onder leiding van generaal-majoor George H. Thomas achter om Tennessee te verdedigen en het op te nemen tegen Hood.
Hood marcheerde door noordelijke Alabama. Zijn korps onder leiding van luitenant-generaal Stephen D. Lee stak tussen 30 oktober en 2 november de Tennessee over bij Florence, Alabama. De rest van zijn leger bivakkeerde ten zuiden van de rivier bij Tuscumbia, Alabama. Daar wachtte Hood gedurende drie weken terwijl hij enerzijds zijn voorraden aanvulde en anderzijds wachtte op de cavalerie van generaal-majoor Nathan Bedford Forrest.
Tijdens de eerst week van november werd de pontonbrug die de Zuidelijken over de Tennessee hadden aangelegd, beschadigd door een raid van de 2nd Michigan Cavalry onder leiding van brigadegeneraal John T. Croxton. Na de nodige herstellingen bracht Hood op 13 november zijn hoofdkwartier over naar Florence terwijl generaal-majoor Benjamin F. Cheatham korps de brug overstak met de bagagetrein en het vee op 14 november. Op 20 november stak het laatste korps de rivier over, namelijk die van luitenant-generaal Alexander P. Stewart.
Op 16 november ontving Hood een rapport waarin werd bevestigd dat Sherman naar de zee oprukte. Hood zag geen kans om met zijn leger Sherman tegen te houden. Daarom concentreerde Hood zich nu op de vernietiging van Thomas’ leger en de inname van Nashville, die een belangrijk industrieel centrum was. Indien hij hierin slaagde kon hij oprukken naar Kentucky of doorstoten naar Virginia om generaal Robert E. Lee te gaan versterken.
Zowel Sherman als Thomas achtten de kans groot dat Hood Sherman zou volgen. Hoewel Thomas rapporten kreeg over een mogelijke opmars in noordelijke richting, verwierp hij deze omdat de wegen onbruikbaar geacht werden. Toen hij rapporten ontving dat de Zuidelijken 20 km ten noorden van Florence waren gesignaleerd, wist hij niet goed hoe hij dit diende te interpreteren. Schofield dacht dat het om een raid ging van Forrest tegen de spoorweg tussen Pulaski en Columbia. Tegen 21 november had Thomas voldoende bewijzen dat Hoods drie korpsen op weg waren. Hij stuurde een bevel naar Schofield dat hij zich stelselmatig diende terug te trekken naar Columbia. Deze stad mocht niet in vijandelijke handen vallen. Schofield arriveerde in Pulaski op  13 november en nam het bevel op zich van alle aanwezige eenheden waaronder het XVI Corps van generaal-majoor Andrew J. Smith, die net gearriveerd was uit Missouri.

## De slag

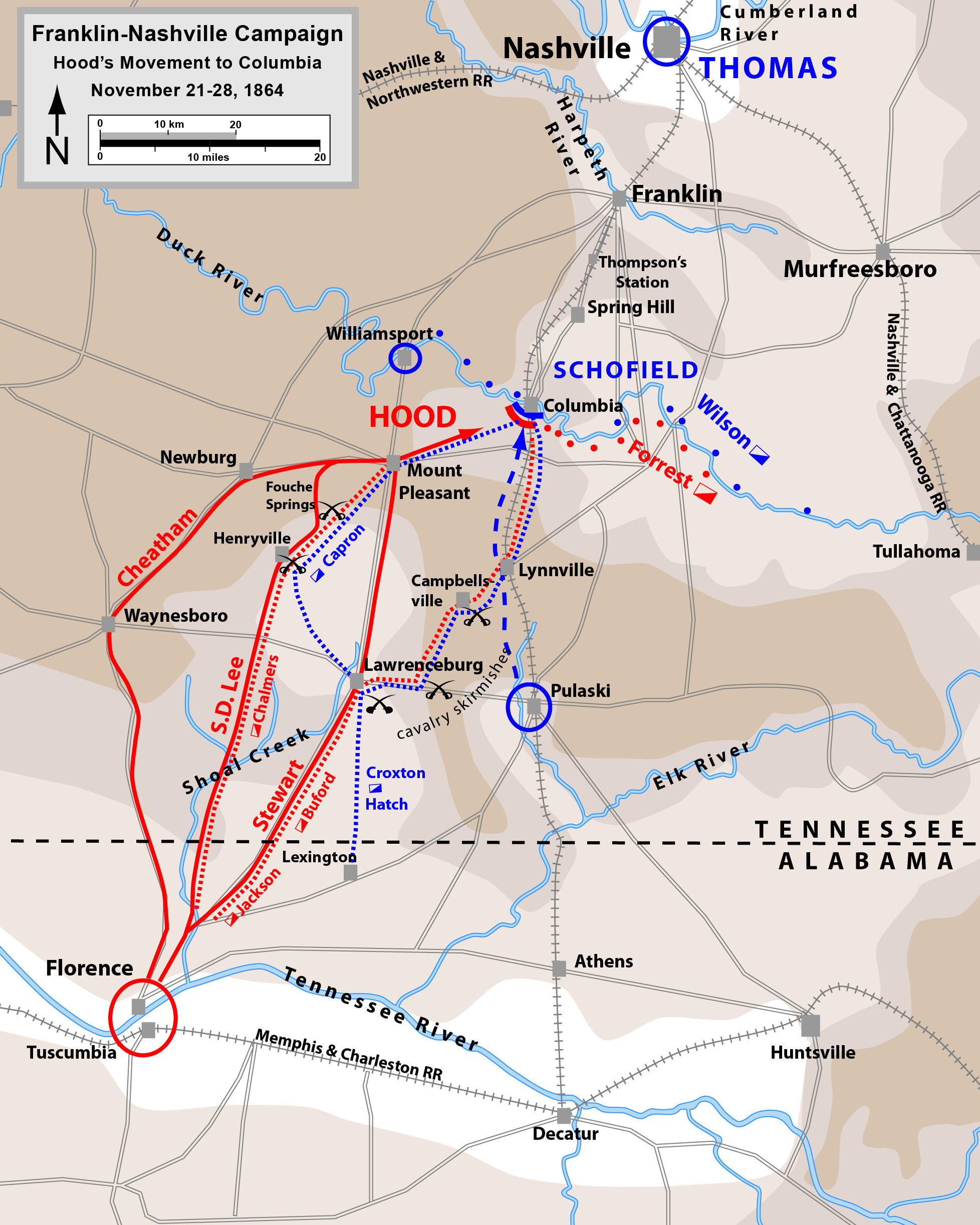
Hoods opmars van Florence naar Columbia

Om 10.00u op 21 november 1864 vertrok Hood met zijn staf vanuit Florence naar Waynesboro waar ze op 23 november arriveerden. Zijn leger marcheerde in drie colonnes. Cheatham marcheerde op de linkerflank, Lee in het centrum en Stewart op de rechterflank. De cavalerie van Forrest gaf de opmars de nodige dekking. Hood wou zijn leger bij Mount Pleasant verzamelen om vandaar uit in oostelijke richting op te rukken om als eerste in Columbia en de Duck rivier aan te komen voor Schofields leger. De geforceerde marsen vonden plaats in slechte weersomstandigheden. De ondervoeding en slechte kledij maakte de opmars er niet minder gemakkelijk op. Toch was het moreel van de troepen uitstekend.
Door het efficiënte werk van Forrest, wist Schofield niet wat de marsroute was van het Zuidelijke leger. De Noordelijke cavalerie was ook niet opgewassen tegen zijn taak van verkenning. Hun bevelhebber, generaal-majoor James H. Wilson had pas eind oktober het bevel op zich genomen van Thomas’ cavalerie. Hij had 4.300 cavaleristen onder zijn bevel die over een groot gebied verspreid waren. Forrest had 10.000 veteranen bij zich. Tegen 23 november was Forrest aangekomen bij Mount Pleasant. Croxton was ver in de minderheid en kreeg versterking in de vorm van een divisie onder leiding van brigadegeneraal Edward Hatch en een brigade onder leiding van kolonel Horace Capron.
Forrest hield de druk op de ketel. Op 23 november vonden er schermutselingen plaats van Henryville tot aan Mount Pleasant. Bij Fouche Springs werd een tentenkamp van Capron overvallen waarbij 50 soldaten werden gevangengenomen. De overlevenden van Caprons brigade vluchtten naar Columbia. Verderop in oostelijk richting verdreven de Zuidelijke divisies van de brigadegeneraals Abraham Buford en William Hicks Jackson de divisie van Hatch uit Lawrenceburg en achtervolgden hem tot in Pulaski.
In de ochtend van 24 november vertrok Schofield met zijn twee infanteriekorpsen in noordelijke richting naar Columbia. Forrest veroverde met de divisie van brigadegeneraal James R. Chalmers Mount Pleasant en viel herhaaldelijk de terugtrekkende soldaten van Capron aan. Capron had nog 800 van de 1.200 soldaten over. Buford en Jackson verdreven Hatch in noordelijke richting naar Lynville. Toch slaagde het grootste deel van de infanterie om Columbia te bereiken. De divisie van brigadegeneraal Jacob Doslon Cox bereikte Columbia slechts enkele uren voor Forrest cavaleristen arriveerden. Cox kreeg versterking van Stanleys korps en samen bouwden ze een halfcirkelvormige defensieve linie uit ten zuiden van de stad.
Tijdens de ochtenduren van 24 november achtervolgde Forrest cavalerie Caprons uitgeputte soldaten tot aan de stellingen van Cox en begonnen daarna de Noordelijke stellingen te testen. De defensieve linie liet van Mount Pleasant Pike via Bigby Creek tot aan de Pulaski Pike om dan in noordelijke richting naar de rivier af te draaien. Tegen 25 november was de linie uitgebreid met een tweede linie die de residentiële wijken van de stad omsloot. De Zuidelijken opende het vuur met hun artillerie op de Noordelijke linies. Er vonden enkele schermutselingen plaats maar al snel werd het voor de Noordelijken duidelijke dat er slechts één Zuidelijke infanteriedivisie en enkele eenheden cavalerie voor hun linies lag. Hood probeerde de Duck rivier verder stroomopwaarts of stroomafwaarts over te steken om daarna een wig te drijven tussen Schofield en Thomas in Nashville.
In de ochtend van 26 november kreeg Schofield een bevel aan Thomas waarin stond dat hij de noordelijke oever van de Duck rivier diende veilig te stellen tot er versterkingen onder A. J. Smith arriveerden vanuit Nashville. Schofield wou zijn bagagetrein over dag en zijn troepen ’s nachts de rivier overkrijgen via een oude spoorwegbrug en een nieuwe pontonbrug. Het slechte weer maakte deze operatie er niet gemakkelijker op. Tegen de avond stond het merendeel van het Army of Tennessee voor de fortificaties ten zuiden van Columbia.
Op 28 november stak Forrest de rivier over ten oosten van de stad. De Noordelijke cavalerie bood weinig weerstand. De Noordelijken waren weggelokt zodat Forrest ongestoord de oversteek kon maken. Ondertussen liet Hood  Lees korps en vrijwel al zijn artillerie achter bij Columbia en marcheerde zelf met Cheathams en Stewarts korps naar Davis’s Ford waar hij de Duck rivier overstak.